# 加兹尼
加兹尼（波斯語：غزنی），唐代称鹤悉那（《大唐西域记》），宋代称吉慈尼（《岭外代答》），元代称哥疾宁（《元史》），常讹称为伽色尼，阿富汗东部一城市，加兹尼省省会，位于海拔2219米的高原上，接近巴基斯坦边界，人口约141000人，塔吉克族占50%，普什图族占25%，哈扎拉族占20%，另有少部分印度人。喀布尔在其东北。
加兹尼古为佛教中心，683年为阿拉伯帝国攻占，从此伊斯兰化。在994年至1160年间，以加兹尼为首都的加兹尼王国强盛一时，其领土范围最大时包括今巴基斯坦、阿富汗、大呼罗珊和波斯，伊斯兰教即是通过加兹尼王国的征战而传入北印度。
1151年，加兹尼被古尔王朝首次攻陷，1173年，该城成为古尔王朝的陪都，1221年被窝阔台率领的蒙古帝国大军攻占并彻底屠杀和毁坏，其后虽然得以重建，但从此再也未能恢复到原有的繁盛。
1839年7月23日，英军攻占该城，拉开了第一次英阿战争的序幕。20世纪末，该城又成为塔利班和北方联盟争夺的焦点之一。

## 友好城市
- 美國海沃德